# Мюллер, Пауль Герман
Па́уль Ге́рман Мю́ллер (нем. Paul Hermann Müller; 12 января 1899, Ольтен, Швейцария — 12 октября 1965, Базель, Швейцария) — швейцарский химик, лауреат Нобелевской премии по физиологии и медицине в 1948 году «за открытие высокой эффективности ДДТ как контактного яда» (в том числе для истребления насекомых, переносивших возбудителя сыпного тифа и малярии).